# Abigail Mac
Abigail Mac (Baltimora, 2 giugno 1988) è un'attrice pornografica e regista statunitense.

## Biografia e carriera pornografica
Abigail Mac nacque a Baltimora, da una famiglia di origini tedesche ed italiane. Prima di entrare nel cinema pornografico, lavorò come hostess in un ristorante.
Iniziò la sua carriera nel porno nel 2012 all'età di 24 anni, dopo aver fatto anche la camgirl. Nei primi anni, si distinse per scene a tema lesbo. La Mac realizzò la sua prima scena tra uomo e donna nel 2014 nel film Girls of Summer, prodotta da Digital Playground. Nello stesso, sempre per la Digital Playground, ha preso parte alla prima edizione di "DP Star", classificandosi tra le prime 5.
Nel 2015, insieme ad Abella Danger e Peta Jensen, ha recitato nel film pornografico True Detective: A XXX Parody, una parodia della serie HBO True Detective. L'anno successivo, invece, ha preso parte alla parodia pornografica di Ghostbusters, insieme a Nikki Benz, Ana Foxxx, Monique Alexander e Romi Rain per Brazzers. Sempre nel 2016 ha ottenuto i suoi primi riconoscimenti a livello internazionale, vincendo 2 AVN per la scena Black and White 4. 
Nel 2019, grazie all'interpretazione in Abigail, ha ottenuto 2 AVN e 2 XBIZ Award, tra cui quello di Performer femminile dell'anno. Nel 2021, insieme ad Ana Foxxx, ha condotto e presentato l'edizione degli XBIZ Awards, svoltasi in maniera virtuale.

## Riconoscimenti
- AVN Awards
  - 2016 – Best Boy/Girl Scene per Black and White 4 con Flash Brown[15]
  - 2016 – Best Tease Performance per Black and White 4[15]
  - 2019 - Best Double Penetration Sex Scene per Abigail con Prince Yanshua e Jax Slayher[16]
  - 2019 – Best Girl/Girl Sex Scene per Abigail con Kissa Sins[16]
- XBIZ Awards
  - 2017 - Best Actress - Parody Release per Lefty True Detective XXX[17]
  - 2019 – Female Performer of the Year[18]
  - 2019 – Performer Showcase of the Year per Abigail[19]

## Filmografia

### Attrice
- Abigail Mac J/O Encouragement (2012)
- Horny Lesbian Sisters (2012)
- Lesbian Girl On Girl 15345 (2012)
- Abigail Mac and Jayden Cole J/O Encouragement (2013)
- Best Butt in the Biz (2013)
- Black and White Fourgy (2013)
- Bondage: For Her Pleasure or Yours (2013)
- Change Of Heart (2013)
- Dangerous Diva's Holiday Hostages (2013)
- Fuck Toys (II) (2013)
- Girl Fever (2013)
- Girl Power (2013)
- Girlfriends 7 (2013)
- Just for Me and You (2013)
- Lesbian Girl on Girl 1 (2013)
- Lesbian Perspective 2 (2013)
- Masterpiece (2013)
- Move Your Body (2013)
- We Don't Need Boys (2013)
- Who Needs Guys (2013)
- All Girl Toys and Strapons (2014)
- All I Want for XXXmas (2014)
- All New Hot Showers 2s (2014)
- Auto-Eroticism (2014)
- Ava And The Slutty Schoolgirls (2014)
- Bare Ladies (2014)
- Beautiful Solo 2 (2014)
- Best Of Tammy Sands (2014)
- Bound And Gagged Behind Closed Doors (2014)
- Captured in Plastic (2014)
- Celeste Star J/O Encouragement Fetish (2014)
- Cheer Squad Sleepovers 11 (2014)
- Chemistry 3 (2014)
- Dirty Girls (2014)
- Dressed For Business, Bound For Trouble (2014)
- Feminine Touch (2014)
- Flixxx: World Cup Bitches (2014)
- Fucking Machines 36663 (2014)
- Game On (2014)
- Girls Grinding (2014)
- Girls Of Summer (2014)
- Hot Lesbian Love 4 (2014)
- Hot Lesbian Love 5 (2014)
- How To Kiss A Girl 3 (2014)
- Kiss Me Hard (2014)
- Kissing The Maid (2014)
- Lesbian Revenge (2014)
- Lesbian Touch 3 (2014)
- Lesbian TV Network (2014)
- Lesbo Pool Party 3 (2014)
- Me and My Girlfriend 8 (2014)
- Me and My Girlfriend 9 (2014)
- Mother-Daughter Exchange Club 34 (2014)
- My Roommate's A Lesbian 6 (2014)
- My Sexy Box (2014)
- Naked Bondage Dramas (2014)
- Naked Bondage Dreams (2014)
- On One Condition (2014)
- Other Woman (2014)
- Other Woman 2: I Feel Kinda Slutty (2014)
- Role Play For Pussy (2014)
- Seduced By A Real Lesbian 15 (2014)
- SeXXXploitation Of Romi Rain (2014)
- Sisterly Love (2014)
- Spring's Around the Corner (2014)
- Studying Wet Pussy (2014)
- Suck That Pussy (2014)
- Sweet Friends (2014)
- Tasty Buds (2014)
- There's Only One Abigail Mac (2014)
- There's Only One Ryan Ryans (2014)
- Women Seeking Women 108 (2014)
- Yoga Girls 2 (2014)
- Aaliyah Love: All You Need is Love (201)
- Abigail (2015)
- Abigail Loves Girls (2015)
- Abigail Loves Zoey (2015)
- Abigail Mac Does Good Deeds (2015)
- Abigail's First Lesbian Anal (2015)
- All About The Girls (2015)

### Regista
- Abigail's First Lesbian Anal (2015)